# Municipio de Avon (Dakota del Norte)
El municipio de Avon (en inglés: Avon Township) es un municipio ubicado en el condado de Grand Forks en el estado estadounidense de Dakota del Norte. En el año 2010 tenía una población de 78 habitantes y una densidad poblacional de 0,84 personas por km².

## Geografía
El municipio de Avon se encuentra ubicado en las coordenadas 47°48′8″N 97°33′33″O / 47.80222, -97.55917. Según la Oficina del Censo de los Estados Unidos, el municipio tiene una superficie total de 92.91 km², de la cual 92,91 km² corresponden a tierra firme y (0 %) 0 km² es agua.

## Demografía
Según el censo de 2010, había 78 personas residiendo en el municipio de Avon. La densidad de población era de 0,84 hab./km². De los 78 habitantes, el municipio de Avon estaba compuesto por el 96,15 % blancos, el 2,56 % eran afroamericanos y el 1,28 % eran de una mezcla de razas. Del total de la población el 1,28 % eran hispanos o latinos de cualquier raza.